# Guldbagge 1990
La 25ª edizione del Premio Guldbagge si è svolta a Stoccolma il 5 febbraio 1990.

## Vincitori
Miglior film
- Miraklet i Valby, regia di Åke Sandgren

Miglior regista
- Åke Sandgren - Miraklet i Valby

Miglior attrice
- Viveka Seldahl - S/Y Glädjen

Miglior attore
- Stellan Skarsgård - Täcknamn Coq Rouge e Le donne sul tetto (Kvinnorna på taket)

Migliore sceneggiatura
- Stig Larsson e Åke Sandgren - Miraklet i Valby

Migliore fotografia
- Göran Nilsson - Täcknamn Coq Rouge

Miglior film straniero
- Un mondo a parte (A World Apart), regia di Chris Menges

Premio per il contributo creativo
- Stefan Jarl, Björn Isfält e Per Åhlin per La tempesta di Shakespeare (Resan till Melonia)